# Neophylax wigginsi
Neophylax wigginsi är en nattsländeart som beskrevs av Sykora och Weaver 1978. Neophylax wigginsi ingår i släktet Neophylax och familjen Uenoidae. Inga underarter finns listade i Catalogue of Life.